# Марко Илић (фудбалер, 1998)
Марко Илић (Нови Сад, 3. фебруара 1998) српски је фудбалски голман, који тренутно наступа за Црвену звезду.

## Каријера
Илић је прошао млађе категорије новосадске Војводине а на почетку сениорске каријере био је на позајмицама у Цементу и Пролетеру. Из Војводине је у августу 2018. прешао у Вождовац. За две године у Вождовцу забележио је 60 првенствених наступа након чега је 10. септембра 2021. потписао четворогодишњи уговор са белгијским прволигашем Кортрајком. У фебруару 2023. прослеђен је на позајмицу у Колорадо рапидсе из МЛС лиге. У јулу исте године и званично је постао играч овог америчког клуба пошто је потписао двоипогодишњи уговор. Током 2024. године био је на позајмици у норвешком прволигашу Сарпсборгу 08. У јулу 2024. потписао је трогодишњи уговор са београдском Црвеном звездом.
За сениорску репрезентацију Србије дебитовао је 7. јуна 2021. на пријатељској утакмици са Јамајком (1:1).

## Статистика

#### Клупска
Ажурирано 9. септембра 2020.
| Клуб                          | Сезона   | Лига             | Лига    | Лига   | Национални куп | Национални куп | Европа  | Европа | Остало  | Остало | Укупно  | Укупно |
| Клуб                          | Сезона   | Дивизија         | Наступа | Голова | Наступа        | Голова         | Наступа | Голова | Наступа | Голова | Наступа | Голова |
| ----------------------------- | -------- | ---------------- | ------- | ------ | -------------- | -------------- | ------- | ------ | ------- | ------ | ------- | ------ |
|                               |          |                  |         |        |                |                |         |        |         |        |         |        |
| Војводина                     | 2015/16. | Суперлига Србије | 0       | 0      | 0              | 0              | —       | —      | —       | —      | 0       | 0      |
| Војводина                     | 2016/17. | Суперлига Србије | 0       | 0      | 0              | 0              | 0       | 0      | —       | —      | 0       | 0      |
|                               |          |                  |         |        |                |                |         |        |         |        |         |        |
| Пролетер Нови Сад (позајмица) | 2016/17. | Прва лига Србије | 7       | 0      | —              | —              | —       | —      | —       | —      | 7       | 0      |
|                               |          |                  |         |        |                |                |         |        |         |        |         |        |
| Војводина                     | 2017/18. | Суперлига Србије | 1       | 0      | 0              | 0              | 0       | 0      | —       | —      | 1       | 0      |
| Војводина                     | 2018/19. | Суперлига Србије | 0       | 0      | —              | —              | —       | —      | —       | —      | 0       | 0      |
| Војводина                     | Укупно   | Укупно           | 1       | 0      | 0              | 0              | 0       | 0      | —       | —      | 1       | 0      |
|                               |          |                  |         |        |                |                |         |        |         |        |         |        |
| Вождовац                      | 2018/19. | Суперлига Србије | 29      | 0      | 1              | 0              | —       | —      | —       | —      | 30      | 0      |
| Вождовац                      | 2019/20. | Суперлига Србије | 26      | 0      | 0              | 0              | —       | —      | —       | —      | 26      | 0      |
| Вождовац                      | 2020/21. | Суперлига Србије | 5       | 0      | 0              | 0              | —       | —      | —       | —      | 5       | 0      |
| Вождовац                      | Укупно   | Укупно           | 60      | 0      | 1              | 0              | —       | —      | —       | —      | 61      | 0      |
|                               |          |                  |         |        |                |                |         |        |         |        |         |        |
| Каријера                      | Каријера | Каријера         | 68      | 0      | 1              | 0              | 0       | 0      | —       | —      | 69      | 0      |
|                               |          |                  |         |        |                |                |         |        |         |        |         |        |